# 蜃気楼龍玉
蜃気楼 龍玉（しんきろう りゅうぎょく）は、落語家の名跡。旧字体は蜃気樓龍玉。当代は三代目。

## 初代
初代 蜃気楼 龍玉（1827年（逆算） - 1889年9月18日）は落語家。本名、住田金作。
2代目立川金馬の門になって本名の金作を取って立川金作の名で高座に上がり、のち蜃気楼龍玉に改名している。
大酒飲みで、酒癖の悪さからトラブルを起こすこともあり、席亭から禁酒を促されても上手くいかず、遂には寄席への出演を差し留められてしまった。
その後は大道講釈を行い生計を立てていたが、生活はますます苦しくなって好きな酒を口にすることも出来なくなり、失意のまま亡くなった。享年63。
人情噺の上手さは名人級で『水滸伝』『八百屋お七』『伴五郎』『雲霧五人男』『義士伝』などを得意とした。

### 弟子
- 桂語楽
- 鈴々舎風鏡

## 2代目
2代目 蜃気楼 龍玉（1867年1月10日 - 没年月日不詳）は群馬県高崎市出身の落語家。本名、斎藤愛之助。息子は同じく落語家3代目三遊亭小圓遊。
- 最初は初代三遊亭遊輔門下で三遊亭高輔。
- その後2代目三遊亭小圓朝門下で三遊亭圓平となる。
- さらに4代目橘家圓喬門下で三遊亭圓璃と改名する。
  - この時期に立花家朝治（岸上のぶ）と結婚する。
- この朝治の娘も寄席芸人で立花家歌子(岸上きみ。後に大和楽演奏家)といい明治末から大正にかけて寄席で朝治や岸沢式多津（西川たつ）などと共にアイドル的な存在だった。この関係で妹は養女にしている。
- 圓喬の死後に独立し、最初の師匠の名であった2代目遊輔を名乗る。
- 1919年2月、「誠睦会」に属し、2代目龍玉を襲名することになる。

落語は芝居噺を得意とし他にも筆もたち、風流も好み、俳句、都々逸も吟じ、即席問答なども巧みなものだった。　
実子小圓遊は、1926年に北海道巡業中の函館で腸チフスにかかり亡くなっている。妻の朝治と別れ、自身も寄席から退いていた時期の出来事であった。以前から親子の不仲説が絶えなかったが、亡くなって数日後に函館で追善興行を行なっている。それ以降は故郷高崎で隠居の身に入る。（特別な時のみ寄席に出演していた）
1938年3月には高齢の理由から引退し、以後は渋谷で龍玉のまま幇間になり、時折演芸会に出演していた。終戦のころに亡くなったという。

### 弟子
- 2代目柳亭市馬他

## 3代目
当代。